# 凱文·J·安德森
凱文·詹姆士·安德森（英語：Kevin James Anderson，1962年3月27日—）是一名美國男小說家，擅長創作科幻小說；憑藉和布萊恩·赫伯特共同創作了《沙丘》前傳系列聞名，也為《星際大戰》、《星海爭霸》、《泰坦A.E.》和《X檔案》撰寫了衍生小說。原創作品包括《七個太陽的傳奇》系列和提名星云奖的《無限彙編者》。他還寫了幾本漫畫書，如黑馬的《星際大戰》系列《絕地傳奇》。2009年超級英雄小說《敵人與盟友》也出自安德森之手。

## 早期生活
凱文·J·安德森1962年3月27日生於威斯康星州拉辛，在俄勒岡長大。據安德森所述，《世界大戰》影響自己甚廣。八歲時就能寫出第一則短篇故事《注射》（Injection）。十歲買了一台打字機，從此開始寫作。高中一年級時，他向一家雜誌提交了他的第一則短篇小說，但又過了兩年，他的一篇手稿才被接受。但被接受後所獲得的酬勞僅是一本當期刊登的雜誌。大四時，他以12.50美元的價格賣掉了自己的第一則故事。
安德森在勞倫斯利佛摩國家實驗室工作了12年，在此結識了其他作家：蕾貝卡·莫斯塔及道格·比森。後來與莫斯塔結婚，並經常與她及比森合著小說。

## 沙丘系列
（均与布莱恩·赫伯特合著）

### 沙丘前传系列

#### 沙丘序曲
- 沙丘序曲 : 厄崔迪家族（Dune: House Atreides）1999年
  - 陆版 重庆出版社 2021年 ISBN 978-7-229-15375-5
- 沙丘序曲. 哈克南家族 （Dune:House Harkonnen）2000年
  - 陆版 重庆出版社 2021年 ISBN 978-7-229-15843-9
- 沙丘序曲. 科瑞诺家族 （Dune: House Corrino）2001年
  - 陆版 重庆出版社 2021年 ISBN 978-7-229-15844-6

#### 沙丘学派
- 沙丘学派 姐妹会（Sisterhood of Dune）2012年
  - 陆版 重庆出版社 2022年 ISBN 978-7-229-16605-2
- 沙丘学派 门泰特（Mentats of Dune）2014年
  - 陆版 重庆出版社 2022年 ISBN 978-7-229-16606-9
- 沙丘学派 领航员（Navigators of Dune）2016年
  - 陆版 重庆出版社 2022年 ISBN 978-7-229-16766-0

### 视觉小说版
（劳尔·艾伦、帕特里夏·马丁绘制）
- 沙丘 第一部 
  - 陆版 中信出版社 2019年 ISBN 978-7-5217-3572-7
- 沙丘 第二部
  - 陆版 中信出版社 2022年 ISBN 978-7-5217-4482-8

## 七恒星史诗系列

### 七恒星史诗
1. 隐匿帝国（Hidden Empire）2002年
  - 陆版 电子工业出版社 2021年 ISBN 978-7-121-41814-3
2. 星空之林（A Forest of Stars ）2003年
  - 陆版 电子工业出版社 2022年 ISBN 978-7-121-43131-9

## 合著

### 与瑞贝卡·梅斯塔

#### 水晶门系列
- 岛屿之国（Island Realm） 2006年
  - 陆版 重庆出版社 2022年 ISBN 978-7-229-16955-8
- 海洋之国（Ocean Realm）2007年
  - 陆版 重庆出版社 2022年 ISBN 978-7-229-16954-1
- 天空之国（Sky Realm）2008年
  - 陆版 重庆出版社 2022年 ISBN 978-7-229-16953-4

## 外部連結
- 官方网站
- 網路推理小說資料庫上的凱文·J·安德森
- . Publishers Weekly. 2014  [2015-01-14]. （原始内容存档于2021-12-16）.